# Andre Berto
Andre Berto (ur. 7 września 1983 w Miami) – amerykański bokser, były mistrz świata federacji IBF oraz WBC w kategorii półśredniej (do 147 funtów).

## Kariera amatorska
W 2003 roku zdobył brązowy medal w wadze półśredniej na mistrzostwach świata w Bangkoku. Rok później nie zdołał się zakwalifikować do reprezentacji olimpijskiej Stanów Zjednoczonych i na Igrzyskach Olimpijskich w Atenach reprezentował Haiti, ponieważ z tego kraju pochodzą jego rodzice. W Atenach odpadł już w pierwszej rundzie, przegrywając z Francuzem Xavierem Noëlem. Ogółem jako amator stoczył ponad 200 walk.

## Kariera zawodowa
Na zawodowstwo przeszedł w grudniu 2004. Do końca 2006 roku stoczył szesnaście zwycięskich pojedynków. W lutym 2007 pokonał przez techniczny nokaut już w pierwszej rundzie Norberto Bravo, występującego w The Contender. Wcześniej jego rywal dwukrotnie leżał na deskach. Trzy miesiące później, w siódmej rundzie, także przez techniczny nokaut pokonał Martinusa Claya. Kolejną walkę stoczył 27 lipca, a jego rywalem był Cosme Rivera. Berto pokonał Meksykanina jednogłośną decyzją sędziów na punkty, mimo że w szóstej rundzie leżał na deskach (pierwszy raz w karierze). W ostatnim pojedynku w 2007, 29 września pokonał przez techniczny nokaut w jedenastej rundzie Davida Estradę.
9 lutego 2008 pokonał Michela Trabanta, który po zakończeniu szóstej rundy poinformował sędziego, że nie chce kontynuować walki. 21 czerwca, w pojedynku o wakujący tytuł mistrza świata WBC (po rezygnacji Floyda Mayweathera Jr.), pokonał przez techniczny nokaut w siódmej rundzie Miguela Angela Rodrigueza i zdobył pas mistrzowski.
27 września 2008, w pierwszej obronie swojego tytułu, pokonał zdecydowanie na punkty Steve’a Forbesa. Także na punkty, ale po bardziej wyrównanej walce, zakończył się jego następny pojedynek, 17 stycznia 2009 z Luizem Collazo. W maju tego samego roku pokonał na punkty Juana Urango, który chcąc walczyć z Berto zmienił kategorię wagową na wyższą.
30 stycznia 2010 miał stoczyć walkę z Shane’em Mosleyem, wycofał się jednak z pojedynku, ponieważ podczas trzęsienia ziemi na Haiti w dniu 12 stycznia 2010 ucierpieli członkowie jego rodziny. Na ring powrócił 10 kwietnia 2010, pokonując przez techniczny nokaut w ósmej rundzie Carlosa Quintanę. Część zysku z gali bokserskiej została przeznaczona na ofiary trzęsienia ziemi na Haiti. 27 listopada 2010 Andre berto ponownie bronił pasa WBC, jego przeciwnikiem był Freddy Hernandez. Berto pokonał go przez TKO już w pierwszej rundzie. 16 kwietnia 2011 doznał pierwszej porażki na zawodowych ringach, jego przeciwnikiem był Victor Ortiz, Andre przegrał jednogłośnie na punkty tracąc pas WBC. 3 września 2011 zmierzył się z mistrzem federacji IBF Dejanem Zavecem, którego pokonał piątej rundzie, gdy lekarz ringowy przerwał walkę z powodu rozcięć twarzy słoweńskiego mistrza.
12 września 2015 w Las Vegas przegrał na punkty 111:117, 110:118 i 108:120 z broniącym tytuły WBC i WBA wagi półśredniej Floydem Mayweatherem Jr (49-0, 26 KO).
4 lipca 2015 w Nowym Jorku pokonał niejednogłośną decyzją sędziów (114:113 Alexander i dwukrotnie 115:112 Berto) Devona Alexandra (27-5-1, 14 KO).